# Потік (Коросненський повіт)
Потік (пол. Potok) — село в Польщі, у гміні Єдліче Кросненського повіту Підкарпатського воєводства.
Населення — 1763 особи (2011).

## Історія
Первісним населенням були русини-лемки, які з часом полонізувались. Вони належали до греко-католицької парафії Ріпник Короснянського деканату.
У 1975—1998 роках село належало до Кросненського воєводства.

## Демографія
Демографічна структура станом на 31 березня 2011 року:
|          | Загалом | Допрацездатний вік | Працездатний вік | Постпрацездатний вік |
| -------- | ------- | ------------------ | ---------------- | -------------------- |
| Чоловіки | 862     | 188                | 580              | 94                   |
| Жінки    | 901     | 167                | 519              | 215                  |
| Разом    | 1763    | 355                | 1099             | 309                  |